# Waller Taylor

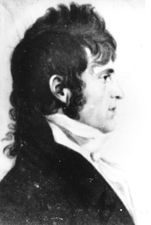
Waller Taylor

Waller Taylor (* um 1779 im Lunenburg County, Virginia; † 26. August 1826 ebenda) war ein US-amerikanischer Politiker. Er war einer der beiden ersten US-Senatoren für den Bundesstaat Indiana nach dessen Beitritt zur Union.
Waller Taylors genaues Geburtsjahr ist nicht bekannt. Er verbrachte seine Kindheit in Virginia, wo er die öffentlichen Schulen besuchte, die Rechtswissenschaften studierte und in der Folge auch als Jurist praktizierte. Zwischen 1800 und 1802 hatte er als Mitglied des Abgeordnetenhauses von Virginia sein erstes politisches Mandat inne.
Im Jahr 1804 zog Taylor nach Vincennes im Indiana-Territorium, wo er ebenfalls eine Kanzlei betrieb. 1807 wurde er zum Richter für Billigkeitsrecht (Chancellor) auf territorialer Ebene ernannt; im selben Jahr trat er der Miliz des Territoriums bei und stieg dort zum Major auf. Er beteiligte sich an Auseinandersetzungen mit Indianern und war von 1809 bis 1810 persönlicher Adjutant von William Henry Harrison während der Kämpfe gegen Tecumseh, wobei er an der Schlacht bei Tippecanoe teilnahm. Taylor blieb bis zum Britisch-Amerikanischen Krieg beim Militär und wurde als Adjutant General oberster militärischer Befehlshaber der Streitkräfte des Indiana-Territoriums.
Im politischen Bereich gehörte Taylor zu den Befürwortern der Sklaverei, die nach seiner Meinung in Indiana hätte zugelassen werden sollen. Die Pro-Sklaverei-Fraktion war jedoch im Territorium in der Minderheit, sodass im Jahr 1812 auch sein Versuch fehlschlug, als Delegierter ins Repräsentantenhaus der Vereinigten Staaten gewählt zu werden; das Mandat ging an den späteren Gouverneur Jonathan Jennings. Diesen hatte Taylor während des Wahlkampfes zu einem Duell herausgefordert, doch Jennings lehnte ab.
Nach der Staatsgründung Indianas wurden Taylor, der den Democratic Republicans angehörte, und James Noble als die beiden ersten US-Senatoren nach Washington, D.C. entsandt. Die Amtszeit beider Politiker begann am 11. Dezember 1816, wobei Taylor sich bereits 1818 zur Wiederwahl stellen musste. Er gewann diese und verblieb damit bis zum 3. März 1825 im Kongress. Während dieser Zeit spaltete sich die Demokratisch-Republikanische Partei in mehrere Faktionen auf; Taylor schloss sich dem Flügel um John Quincy Adams und Henry Clay an, aus dem später die National Republican Party entstand. Nach dem Ende seiner politischen Laufbahn kehrte Taylor nach Virginia zurück. Er starb bereits im folgenden Jahr und wurde in Lunenburg beigesetzt.